# 日內瓦 (喬治亞州)
日內瓦（英語：Geneva）是一個位於美國喬治亞州塔爾博特縣的城鎮。

## 地理
日內瓦的座標為32°34′46″N 84°33′02″W / 32.57944°N 84.55056°W，而該地的平均海拔高度為178米（即584英尺）。

## 人口
根據2010年美國人口普查的數據，日內瓦的面積為2.00平方千米，當中陸地面積為2.00平方千米，而水域面積為0.00平方千米。當地共有人口105人，而人口密度為每平方千米53人。